# Château Pèlerin

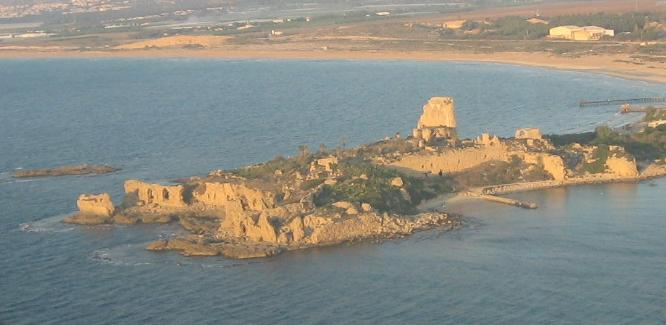
Pohled ze vzduchu na Château Pèlerin

Château Pèlerin (hebrejsky מבצר עתלית‎, Mivcar Atlit), znám též jako Poutnický hrad je křižácká pevnost ležící v severní části dnešního Státu Izrael, přibližně 13 kilometrů jižně od Haify.

## Konstrukce

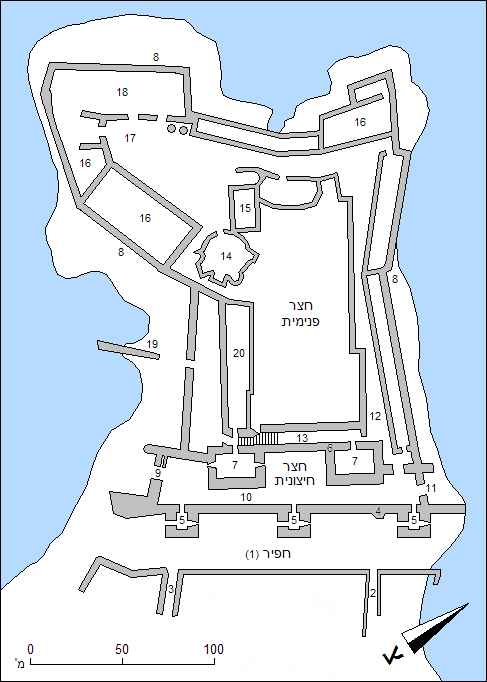
Plán pevnosti

Stavbu hradu započali na jaře roku 1218, v době páté křížové výpravy, templářští rytíři. Château Pèlerin měl nahradit místní templářské velitelství v pevnosti Le Destroit, ležícího kousek dále od pobřeží. Château Pèlerin byl vybudován na útesu a se dvěma zdmi, oddělujícími samotnou citadelu od ostatní země. Vnější zeď byla přibližně 15 metrů vysoká a 6 metrů tlustá se třemi čtvercovými věžemi umístěnými kolem 44 metrů od sebe. Vnitřní zdi byly přibližně 30 metrů vysoké se dvěma čtvercovými věžemi. Protože vnitřní hradby byly vyšší než vnější, mohli obležení obránci snadno střílet z vyšších hradeb přes nižší. Hrad také zahrnoval chráněný přístav na jižní straně útesu a tři studny sladké vody. Hrad mohl během obléhání pojmout kolem 4 000 lidí.

## Historie

### Éra křižáků
Od svého vybudování zůstal hrad pod kontrolou templářů a díky své výhodné pozici, opevnění i schopnosti zásobování z moře nebyl obléháním dobyt. Roku 1220 byl hrad obležen damašským sultánem z rodu ajjúbovců Al-Mu'azzamem. Roku 1265 byl hrad obležen znovu, mamlúckým sultánem Bajbarsem, během kterého bylo pobito obyvatelstvo nedalekého města Atlit.

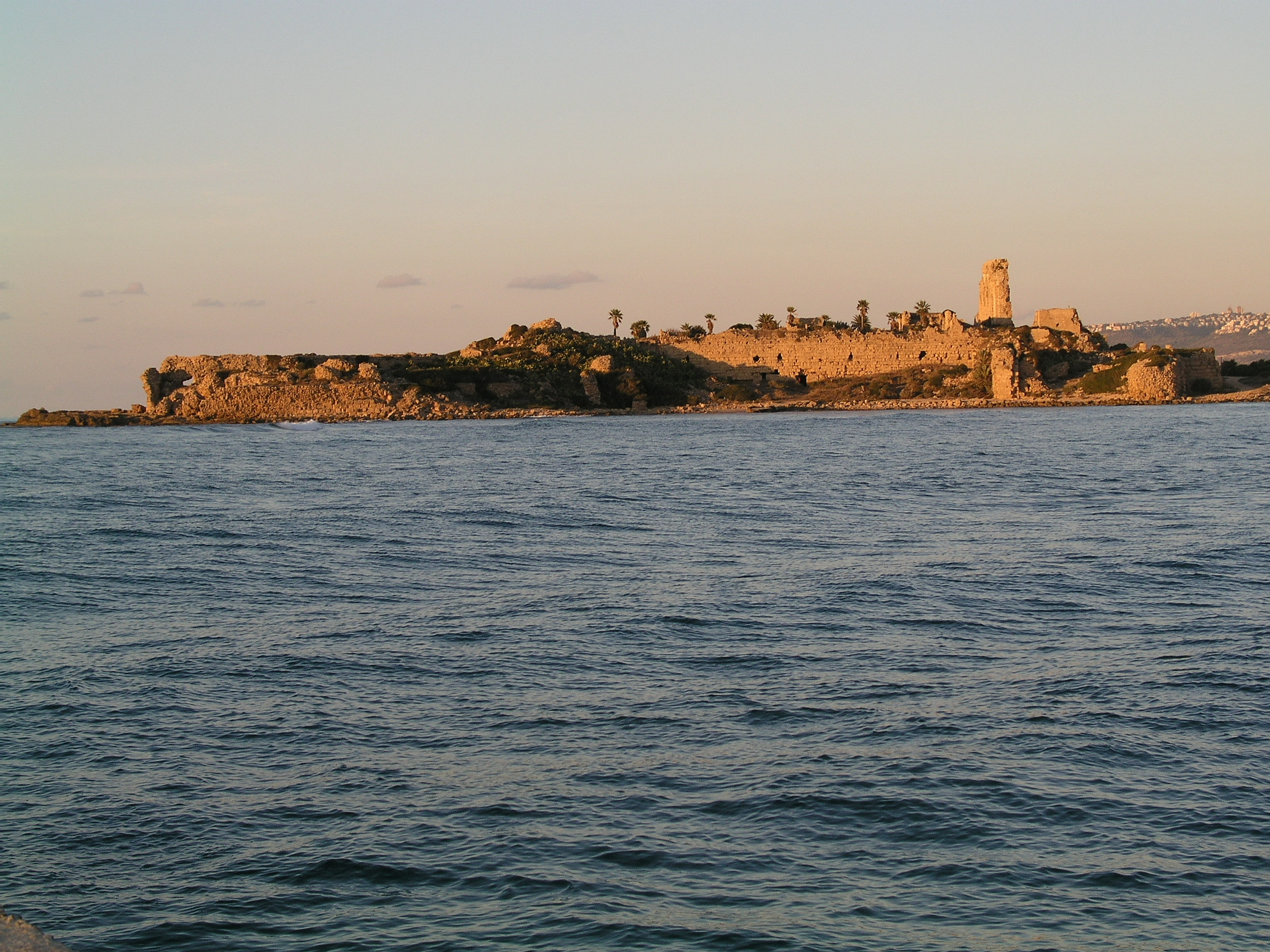
Pohled na Château Pèlerin z moře

 S pádem Akkonu sultánem Kálilem roku 1291 a definitivním zánikem Jeruzalémského království ztratili templáři svou hlavní úlohu obránců Svaté země a poutníků ke svatým místům. Hrad již nemohl být zásobován od moře, templářští velitelé proto rozhodli o evakuaci hradu, která proběhla mezi 3. - 14. srpnem 1291. S opuštěním Château Pèlerinu padla poslední křižácká pevnost ve Svaté zemi.

### Mamlúci a Osmané
Na rozdíl od většiny dobytých křižáckých hradů, které mamlúci srovnali se zemí ze strachu z návratu a jejich znovudobytí Franky, Château Pèlerin tento osud nepotkal. Mamúci hrad obsadili a křižácké opevnění udržovali v dobrém stavu. Hrad byl poškozen roku 1837 zemětřesením a poté o tři roky později Ibrahimem Pašou, který hrad použil jako kamenolom pro výstavbu Akka.

### Moderní doba
Významnější archeologické vykopávky byly podniknuty za britského mandátu v Palestině C. N. Johnsem v letech 1930-1934. Hrad byl součástí oblasti, kde Britská mandátní vláda ubytovávala ilegální uprchlíky, kteří do přišli do Palestiny v pozdější době působení mandátu.
V současné době je Château Pèlerin uzavřenou vojenskou zónou, kde probíhá výcvik izraelských námořních commandos. Jihovýchodně od této lokality se nachází obec Atlit.